# 동박새의 하와이 침입

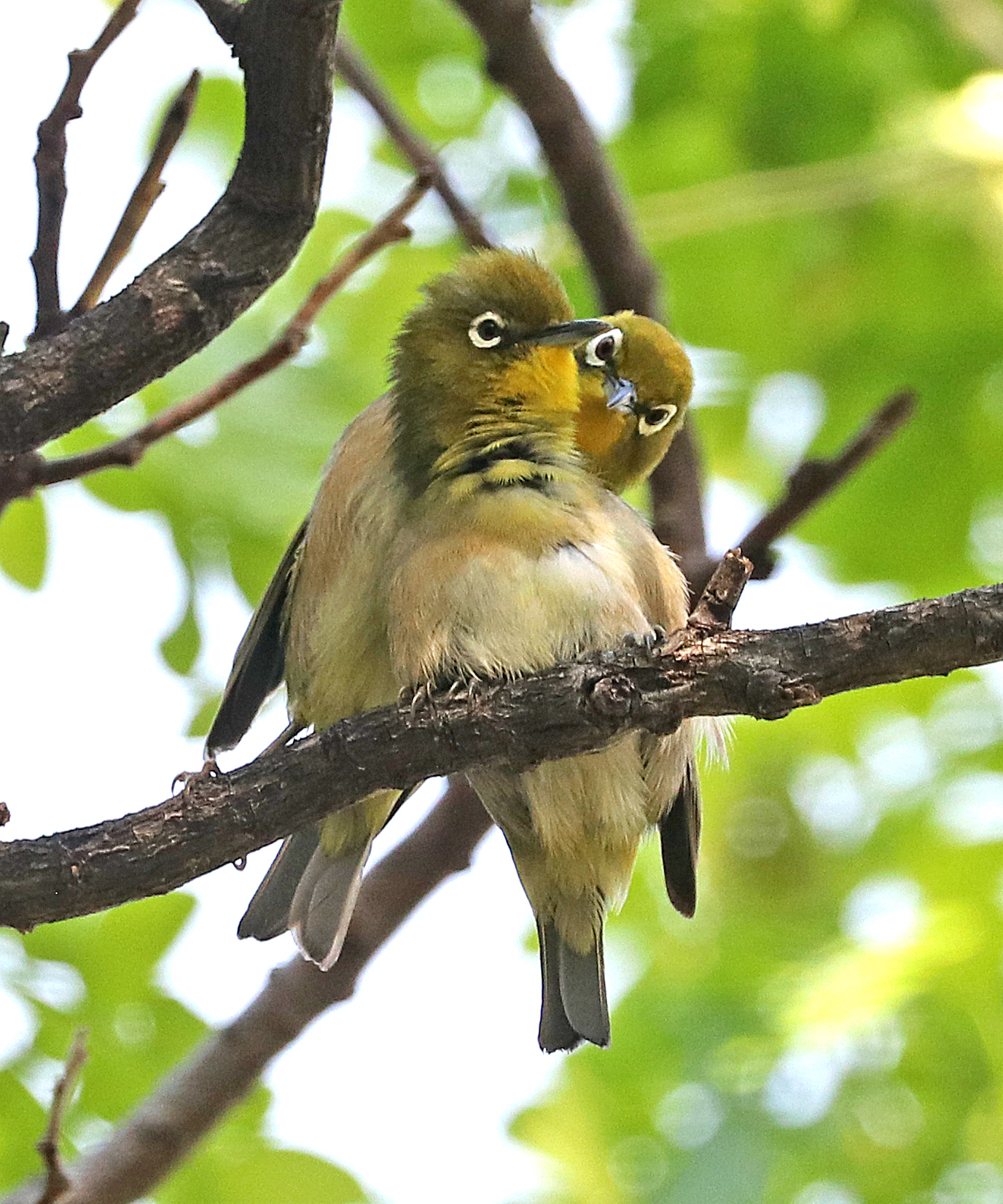
호놀룰루에서 촬영된 동박새.

동아시아 원산의 동박새(영어: Japanese white-eye, 학명: Zosterops japonicus)는 미국 하와이주에서 침입외래종이다.  동박새는 1929년 곤충방제 용도로 하와이에 들여왔고, 이후 하와이에서 아주 흔하게 볼 수 있는 새가 되었다. 뿐만 아니라 각종 조류 기생충의 중간숙주가 되어 하와이꿀먹이새를 비롯한 하와이 토종 조류의 개체수 감소에 기여했다. 또한 배설물을 통해 침입외래종 식물의 종자를 확산시킨다.